# Safia trailii
Safia trailii là một loài bướm đêm trong họ Noctuidae.